# Kenia Hernández
Kenia Inés Hernández Montalván (Xochistlahuaca, Guerrero, México) es una abogada y defensora de derechos humanos indígena amuzga. Se desempeña como coordinadora del Colectivo Libertario Zapata Vive y es integrante del Movimiento Nacional por la Libertad de las y los Presos Políticos. Se ha dedicado a la defensa jurídica y política de mujeres víctimas de violencia, así como a la defensa del territorio y los derechos de los pueblos indígenas. 
Organizaciones de derechos humanos y organismos internacionales han señalado que se encuentra encarcelada desde octubre de 2020 a causa de su activismo y es considerada como presa política.

## Caso
Kenia Hernández fue detenida el 6 de junio de 2020 mientras se manifestaba de forma pacífica en la caseta de peaje de Hortaliza-Valle de Bravo en el Estado de México. La defensora se encontraba junto con alrededor de 40 personas más exigiendo la liberación de dos jóvenes del Colectivo Libertario Zapata Vive, detenidos por más de 9 meses. Kenia permaneció varios días en prisión preventiva en la cárcel de Chiconautla, en Ecatepec (Estado de México), sin conocer los cargos imputados. El 11 de junio fue informada de la acusación por el delito de robo con agravante y quedó en  libertad condicional bajo medidas cautelares, entre ellas, abstenerse de manifestarse en la casetas de la entidad.
El 18 de octubre de 2020, Hernández Montalván fue detenida en el municipio de Amozoc, Puebla, por parte de la policía ministerial de la Fiscalía General del Estado de México, bajo una orden de aprehensión fechada al 3 de agosto de 2020. Sin embargo, de acuerdo a testigos, Kenia fue detenida con violencia y de manera arbitraria. Al día siguiente, 19 de octubre, se notificó que había sido trasladada a Almoloya de Juárez bajo los cargos de "robo con violencia".
El 25 de octubre, poco antes de ser liberada, Kenia fue retenida debido a una nueva orden de aprehensión promovida por la Fiscalía General de la República (FGR) por el delito de "ataques a las vías de comunicación". La FGR solicitó una pena de cinco años y cinco meses de prisión para Hernández por protestar en la caseta de La Venta-Acapulco, en Guerrero. Kenia fue trasladada al Centro Federal de Readaptación Social Femenil (CEFERESO) No. 16, en el municipio de Coatlán, estado de Morelos.
El 5 de febrero de 2022, Kenia Hernández recibió sentencia condenatoria por el delito de "robo con violencia" en contra de la empresa Concesionaria Mexiquense S.A. de C.V . La abogada recibió una pena de 10 años y 6 meses de prisión.
El 11 de marzo de 2022, Kenia recibió una nueva sentencia por el supuesto daño a una caseta de cobro en Estado de México, por lo que recibió una pena de 11 años y tres meses de prisión. La defensa de la activista argumenta que el delito fue fabricado, ya que presentaron pruebas de que Hernández se encontraba a 600 kilómetros del lugar de los hechos.-
El 25 de marzo de 2022, la defensa de Kenia Hernández fue notificada sobre una nueva investigación en su contra por “ataques a la vías de comunicación” en el estado de Guerrero, con lo que suman 9 causas penales en su contra en cuatro estados diferentes del país: Morelos, Guerrero, Guanajuato y el Estado de México.
El 28 de enero de 2024, Hernández fue trasladada del penal federal de Coatlán del Río, Morelos, a la cárcel estatal de Chiconautla, en Ecatepec, Estado de México.
Organizaciones defensoras de derechos humanos, así como instancias internacionales, han documentado que la activista es víctima de violaciones a sus derechos humanos en prisión, tales como discriminación, limitación de las comunicaciones con su familia y abogados, así como falta de acceso a servicios de salud y alimentación adecuada. Las organizaciones también han reportado que el estado de salud de Kenia se encuentra en un grave estado de deterioro.

## Reacciones
El 8 de junio de 2020, la Comisión Nacional de los Derechos Humanos (CNDH) se pronunció acerca de la primera detención de Kenia Hernández en el Estado de México, exigiendo a las autoridades locales el respeto y garantía al debido proceso. La Comisión también reaccionó a la segunda detención de la activista en octubre de 2020, en la que demandó nuevamente el respeto a sus derechos humanos y a la presunción de inocencia.
El 25 de mayo de 2022, la Comisión Interamericana de Derechos Humanos (CIDH) reconoció el caso de Kenia Hernández como una preocupación sobre la criminalización en contra de personas defensoras de derechos humanos en la región.
El 18 de agosto de 2022, Mary Lawlor, Relatora Especial sobre la situación de los defensores de derechos humanos de las Naciones Unidas, exigió al gobierno mexicano la liberación inmediata de Kenia Hernández, debido a las condiciones precarias en que es mantenida en prisión, así como porque las causas penales en su contra «parecen ser una represalia directa por sus actividades legítimas y pacíficas». El 30 de diciembre de 2022, al ser cuestionado por un periodista acerca de la situación de la activista, el presidente Andrés Manuel López Obrador consideró que aunque la toma de casetas «es ilegal», se haría una revisión del caso.

Entonces, que se revise el caso. Hay asuntos así, en donde, como antes se toleraba, se permitía, y ya no se acepta, pues ya también quienes cometen esos delitos están dispuestos a cambiar de actitud y eso permite el que se pueda dar facilidades, rectificar. Es parte de la readaptación, de decir: ‘Estaba yo mal, ahora ya son otras condiciones, es otra realidad’.

Y también dar facilidades, porque no se puede ser estricto en exceso, no se puede aplicar un Estado con leyes draconianas; o sea, es la ley para el hombre y la mujer, no la mujer y el hombre para la ley.
Andrés Manuel López Obrador, presidente de México, 30 de diciembre de 2022